# 筑摩現代文学大系
筑摩現代文学大系（ちくまげんだいぶんがくたいけい）は、1975年から1979年にかけて、筑摩書房から発行された明治維新以降の日本文学作品の全集である。A5判サイズであった現代日本文学大系とは異なり、B6判を採用した。また、1人の筆者による「人と文学」を各巻につけている。全97巻。

## 全巻の構成
1. 坪内逍遥・二葉亭四迷・北村透谷 集
2. 尾崎紅葉・泉鏡花 集
3. 幸田露伴・樋口一葉 集
4. 森鷗外 集
5. 徳富蘆花・木下尚江・岩野泡鳴 集
6. 国木田独歩・田山花袋 集
7. 正岡子規・高浜虚子・長塚節・石川啄木 集
8. 島崎藤村 集 1
9. 島崎藤村集 2
10. 徳田秋声 集
11. 正宗白鳥 集
12. 夏目漱石 集 1
13. 夏目漱石集 2
14. 北原白秋・高村光太郎・宮沢賢治 集
15. 斎藤茂吉・島木赤彦・若山牧水・釈迢空 集
16. 永井荷風 集
17. 谷崎潤一郎 集 1
18. 谷崎潤一郎集 2
19. 武者小路実篤 集
20. 志賀直哉 集
21. 有島武郎 集
22. 里見弴・久保田万太郎 集
23. 長与善郎・野上弥生子 集
24. 芥川竜之介 集
25. 山本有三 集
26. 佐藤春夫 集
27. 菊池寛・広津和郎 集
28. 宇野浩二・葛西善蔵・牧野信一 集
29. 室生犀星・外村繁 集
30. 滝井孝作・上林暁 集
31. 横光利一 集
32. 川端康成 集
33. 萩原朔太郎・三好達治・西脇順三郎 集
34. 梶井基次郎・堀辰雄・中島敦 集
35. 中野重治 集
36. 葉山嘉樹 集
37. 宮本百合子 集
38. 小林多喜二・黒島伝治・徳永直 集
39. 佐多稲子・林芙美子 集
40. 網野菊・壷井栄・幸田文 集
41. 平林たい子・円地文子 集
42. 岡本かの子・宇野千代 集
43. 小林秀雄 集
44. 井伏鱒二 集
45. 武田麟太郎・島木健作・織田作之助 集
46. 尾崎士郎・火野葦平 集
47. 尾崎一雄 集
48. 丹羽文雄 集
49. 舟橋聖一 集
50. 石川達三 集
51. 伊藤整 集
52. 高見順 集
53. 大仏次郎・海音寺潮五郎 集
54. 石坂洋次郎・芹沢光治良 集
55. 中山義秀・阿部知二 集
56. 永井竜男 集
57. 石川淳 集
58. 坂口安吾 集
59. 太宰治 集
60. 田畑修一郎・木山捷平・小沼丹 集
61. 井上友一郎・檀一雄・和田芳恵 集
62. 田村泰次郎・金達寿・大原富枝 集
63. 芝木好子・有吉佐和子 集
64. 田宮虎彦・梅崎春生 集
65. 野間宏 集
66. 椎名麟三 集
67. 武田泰淳 集
68. 三島由紀夫 集
69. 大岡昇平 集
70. 井上靖 集
71. 杉浦明平・花田清輝 集
72. 松本清張・山本周五郎 集
73. 堀田善衛・長谷川四郎 集
74. 埴谷雄高・藤枝静男 集
75. 中村真一郎・福永武彦 集
76. 中村光夫・唐木順三・吉田健一 集
77. 安部公房・小島信夫 集
78. 島尾敏雄・庄野潤三 集
79. 阿川弘之・遠藤周作 集
80. 安岡章太郎・吉行淳之介 集
81. 三浦朱門・三浦哲郎・立原正秋 集
82. 曽野綾子・倉橋由美子 集
83. 瀬戸内晴美・河野多恵子 集
84. 水上勉・司馬遼太郎 集
85. 井上光晴・高橋和巳 集
86. 開高健・大江健三郎 集
87. 北杜夫・辻邦生 集
88. 丸谷才一・小川国夫 集
89. 小田実・柴田翔 集
90. 真継伸彦・加賀乙彦 集
91. 森茉莉・津村節子・大庭みな子 集
92. 野坂昭如・五木寛之・井上ひさし 集
93. 吉村昭・金井美恵子・秦恒平 集
94. 柏原兵三・坂上弘・高井有一・古山高麗雄 集
95. 丸山健二・清岡卓行・阿部昭・金石範 集
96. 古井由吉・黒井千次・李恢成・後藤明生 集
97. 竹西寛子・高橋たか子・富岡多恵子・津島佑子 集

## 関連事項
- 現代日本文学大系 - 同じ出版社からの企画。